# Syllepte pallidinotalis
Syllepte pallidinotalis là một loài bướm đêm trong họ Crambidae.